# Пустоварівка (річка)
Пустоварівка (Себестьяновичі) — річка в Україні, у Сквирському районі Київської області, права притока Сквирки (басейн Дніпра).

## Опис
Довжина річки приблизно 7 км. Висота витоку над рівнем моря — 210 м, висота гирла — 180 м, падіння річки — 30 м, похил річки — 4,29 м/км.
Ліва притока — річка Тхорівка.

## Розташування
Бере початок на південно-східній стороні від села Антонів. Тече переважно на північний схід через село Пустоварівку і на його північно-східній околиці впадає в річку Сквирку, ліву притоку Росі.